# 谭耀
譚耀（1545年—？），字章伯，号惺堂，广东廣州府东莞县人，民籍，明朝政治人物。同进士出身。

## 生平
谭耀是廣州府學生，萬曆四年（1576年）中式丙子科廣東鄉試第二十一名舉人，万历五年（1577年）聯捷丁丑科進士，授廣西浔州府貴縣知縣，万历十一年十月考选为福建道御史，于万历十五年（1587年）接替徐一唯任延平府知府一职，万历十八年（1590年）由周保接任。

## 家族
曾祖譚師誠。祖父譚德明。父譚世懷。母梁氏。具慶下。兄譚輝。弟譚熠。